# Karangturi (Glagah)
Karangturi is een bestuurslaag in het regentschap Lamongan van de provincie Oost-Java, Indonesië. Karangturi telt 1673 inwoners (volkstelling 2010).